# Ilona Maher
Ilona Delsing Rosa Maher (Burlington, Vermont, 12 de agosto de 1996) es una jugadora de rugby union estadounidense. Debutó con el equipo nacional femenino de rugby de Estados Unidos contra Japón en 2018, y representó a los Estados Unidos en rugby 7 en los Juegos Olímpicos de Tokio 2020. Como miembro del equipo nacional femenino de rugby 7 de Estados Unidos, ganó una medalla de bronce en los Juegos Olímpicos de París 2024.

## Primeros años
Ilona Maher nació el 12 de agosto de 1996, hija de Michael y Mieneke Maher, en Burlington, Vermont. Su madre (de origen holandés) es enfermera. Ilona es la mediana de tres hermanos; sus hermanas son Olivia y Adrianna. A Maher la animaron a practicar deporte desde pequeña, incluida la liga infantil de softball.
Maher estudió en la escuela secundaria de Burlington. En 2018, se graduó con un título en enfermería de la Universidad Quinnipiac.  También recibió una maestría en administración de empresas en 2022 de la Universidad DeVry.

## Carrera de rugby
Maher empezó a jugar al rugby en el Club de Fútbol Rugby de la escuela de South Burlington a los 17. Antes había jugado al hockey sobre hierba, al baloncesto y al fútbol en la escuela secundaria de Burlington, y su padre, que jugaba en el Saint Michael's College, la animó a probar el rugby. Maher estudió un año en la Universidad de Norwich y jugó al rugby. Después, Becky Carlson, entrenadora de Quinnipiac, se fijó en ella durante un partido entre las dos escuelas y la fichó para las Quinnipiac Bobcats. Tras fichar por Quinnipiac, Maher jugó de central y ganó tres campeonatos de la National Intercollegiate Rugby Association (NIRA). Fue nombrada miembro del equipo NIRA All-American los tres años, y en 2017 recibió el premio MA Sorensen, otorgado a la mejor jugadora de rugby femenino colegial del país. Fue nominada para el premio de nuevo en 2018 después de su temporada senior, y fue nombrada la jugadora más destacada en los Campeonatos NIRA de ese año.
Mientras todavía estaba en Quinnipiac, Maher también jugó rugby 7 para Scion Rugby Academy, donde impresionó a los entrenadores Richie Walker y Emilie Bydwell, que la seleccionaron para la selección femenina de rugby 7 de Estados Unidos. Maher debutó con el equipo de la Copa Mundial de Rugby 7 de Estados Unidos en 2018 en un torneo de la Serie Mundial Femenina de Rugby 7 en París.
En 2021, Maher jugó al rugby 7 en los Juegos Olímpicos de Tokio 2020. Mientras asistía a los Juegos Olímpicos, publicó varios vídeos en TikTok que se hicieron virales. Fue seleccionada de nuevo para representar a Estados Unidos en la Copa del Mundo de Rugby 7 de 2022 en Ciudad del Cabo.
Maher compitió en los Juegos Olímpicos de París 2024 con el equipo femenino de rugby 7 de Estados Unidos, donde consiguieron el bronce.

## Vida personal
En 2022, dio una charla en TEDxTalk, y ha utilizado su estatus viral en TikTok para abogar por la positividad corporal y una mayor concienciación sobre el deporte femenino. En 2024, fue anunciada como embajadora de la marca de desodorantes Secret, así como de una marca de cuidado de la piel de la que es cofundadora, Medalist. Es la jugadora de rugby más seguida en Instagram.
En agosto de 2024, posó para la portada de la edición de trajes de baño de Sports Illustrated. En ese número, apoyó a Kamala Harris en las elecciones presidenciales de Estados Unidos de 2024. En septiembre de 2024, Maher fue anunciada como una de las celebridades que competirían en la temporada 33 de Dancing with the Stars, en pareja con Alan Bersten. Es la primera jugadora de rugby que compite en la historia del programa estadounidense.